# جاستن إدنبرة
جاستن إدنبرة (بالإنجليزية: Justin Edinburgh)‏ هو مدرب كرة قدم ولاعب كرة قدم بريطاني في مركز الدفاع، ولد في 18 ديسمبر 1969 في Basildon ‏ في المملكة المتحدة، وتوفي بنفس المكان في 8 يونيو 2019 بسبب توقف القلب. لعب مع بيليريكاي تاون وتوتنهام هوتسبير ونادي بورتسموث ونادي ساوثيند يونايتد.

## وصلات خارجية
- جاستن إدنبرة على موقع قاعدة بيانات كرة القدم.إي يو (الإنجليزية)
- جاستن إدنبرة على موقع Soccerbase.com (لاعب) (الإنجليزية)
- جاستن إدنبرة على موقع Soccerbase.com (مدرب) (الإنجليزية)
- جاستن إدنبرة على موقع عالم كرة القدم.نت (الإنجليزية)